# Ильвес, Кристьян
Кристьян Ильвес (эст. Kristjan Ilves; род. 10 июня 1996 года, Тарту, Эстония) — эстонский двоеборец, участник зимних Олимпийских игр 2014, 2018 и 2022 годов, многократный призёр этапов Кубка мира, бронзовый призёр юниорского чемпионата мира. Лидер сборной Эстонии по лыжному двеоборью в 2020-х годах.

## Спортивная биография
Заниматься прыжками с трамплина Кристьян Ильвес начал уже в 4 года.

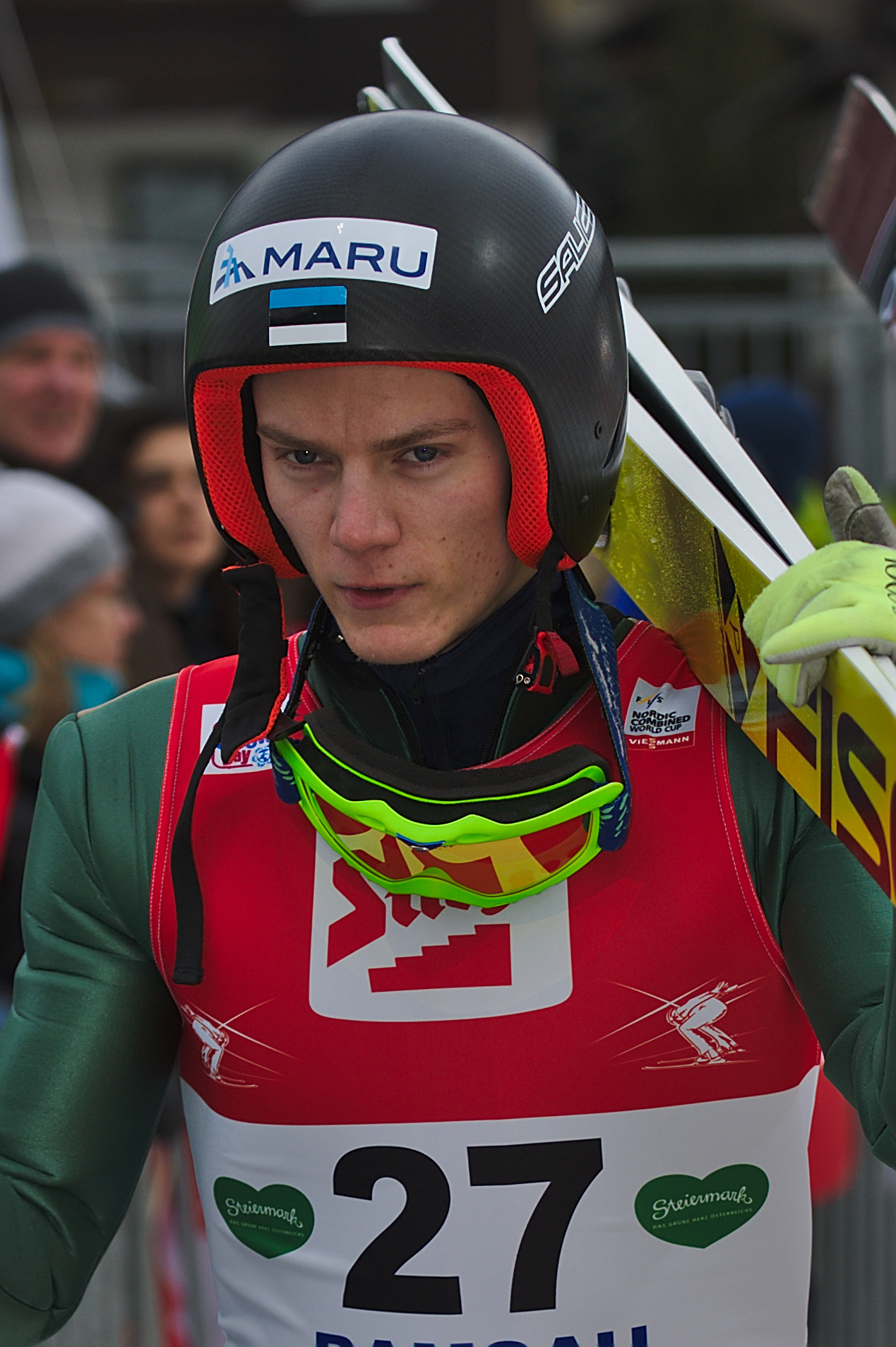
2016 год

На молодёжном уровне Ильвес трижды принимал участие в юниорских чемпионатах мира, и в 2013 году Кристьян добился своего самого значимого результата. Илвес смог завоевать бронзу в прыжках с нормального трамплина и гонке на 5 км. В 2012 году эстонский двоеборец принял участие в первых в истории зимних юношеских Олимпийских играх, которые прошли в австрийском Инсбруке. В прыжках с нормального трамплина и гонке на 10 км Кристьян занял 7-е место. В 2013 году Илвес дебютировал на взрослом чемпионате мира в итальянском Валь-ди-Фьемме. В прыжках с большого трамплина и гонке на 10 км Ильвесу удалось занять только 39-е место, а в командных соревнованиях эстонцам не удалось пробиться в десятку сильнейших и они заняли итоговое 11-е место. 2 февраля 2013 года Ильвес дебютировал в Кубке мира, выступив на этапе в российском Сочи. Свои первые очки на этапах мирового кубка Ильвес набрал в январе 2014 года на этапе в российском городе Чайковский, когда он стал 30-м, но этот этап по разным причинам пропустили многие ведущие спортсмены.
В 2014 году Ильвес дебютировал на зимних Олимпийских играх в Сочи. В прыжках с нормального трамплина Кристьян показал высокий 17-й результат, но слабый ход во время лыжной гонки, где эстонец показал 44-е время, позволил ему по итогам соревнований занять только 41-е место. В прыжках с большого трамплина и гонке на 10 км Кристьян опять смог отлично выполнить зачётную попытку в прыжках, что позволило ему занимать предварительное 8-е место, но слабая лыжная подготовка вновь не позволила Кристьяну бороться за высокие места, в результате чего эстонец был отброшен на 34-ю позицию.
4 февраля 2018 года занял второе место на этапе Кубка мира в японской Хакубе. По итогам сезона 2017/18 занял 19-е место в общем зачёте Кубка мира. На Олимпийских играх 2018 года в обеих личных дисциплинах не сумел попасть в число 15 лучших (16-е и 28-е места).
Второй раз стал призёром этапа Кубка мира спустя почти 4 года: 15 января 2022 года занял второе место в немецком Клигентале, уступив только Йоханнесу Лампартеру. На следующий день там в Клигентале вновь стал вторым на этапе Кубка мира. После этого поднялся на шестое место в общем зачёте Кубка мира.
На Олимпийских играх 2022 года занял 9-е место в гонке на 10 км после прыжка с большого трамплина, хотя занимал второе место после прыжка.
Трижды подряд занимал пятое место в общем зачёте Кубка мира: в сезонах 2021/22, 2022/23 и 2023/24. В сезоне 2024/25 занял 10-е место в общем зачёте Кубка мира.

## Награды
- Молодой атлет года в Эстонии: 2010.

## Личная жизнь
- Его отец — Андрус Ильвес, также выступал на международных соревнованиях в лыжном двоеборье и прыжках с трамплина.